# Minna di virgini
La minna di virgini (in italiano "seno di vergine") è un dolce tradizionale di Sambuca di Sicilia, città siciliana in provincia di Agrigento. È stata inserita dal Ministero delle politiche agricole, alimentari e forestali tra i Prodotti Agroalimentari Tradizionali.

## Storia
La minna di virgini fu ideata nel 1725 da suor Virginia Casale di Rocca Menna, del Collegio di Maria di Sambuca. La suora la creò in occasione del matrimonio del Marchese don Pietro Beccadelli con donna Marianna Gravina.
Ella la descrive in questo modo: «Guardavo questa mattina dalla finestra della mia stanzetta le colline che si susseguono dalla Valle dell'Anguillara sino alla collina del Castellaccio e alla costa della Minnulazza. La forma delle colline mi ha suggerito che noi dovremmo presentare ai marchesi un dolce che abbia la forma e, in quanto al contenuto porti la dolcezza di questa terra. Insomma un dolce paesano, ma prelibato, fine che susciti nel momento del degusto l'istinto del sentimento, ed elevi al tempo stesso lo spirito».
Il nome discenderebbe, come narra Alfonso Di Giovanna nel suo libro Per modo di dire, dalla stessa suora che ideò il dolce, Virginia della Menna. Probabilmente invece deriva da un'antichissima tradizione legata a culti femminili preesistenti, sviluppatisi in tutta la Sicilia.

## Descrizione
La minna di virgini è un dolce di forno. Ha la forma mammellare con all'apice una protuberanza più scura. È composta da pasta frolla e contiene al suo interno crema di latte, zuccata, scaglie di cioccolato e cannella.

## Sagra della minna di virgini

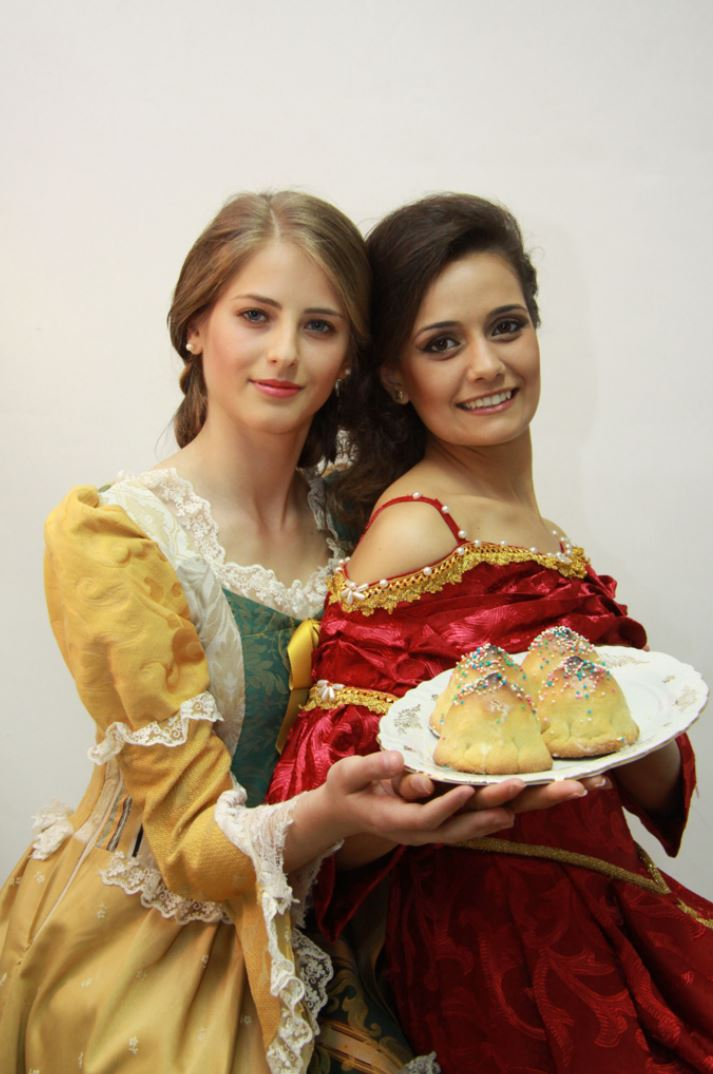
Modelle in abiti d'epoca siciliani con le Minni di virgini

Nel mese di maggio, in concomitanza con i festeggiamenti per Maria SS. dell'Udienza, santa patrona di Sambuca di Sicilia, che avvengono ogni anno la terza domenica del mese, si svolge la sagra della minna di virgini. Fanno da contorno a tale sagra numerosi eventi, spettacoli e iniziative varie.

## Citazioni
La minna di virgini è citata da vari autori siciliani. Ecco alcuni esempi:
- Alfonso Di Giovanna dedica un intero capitolo nel suo libro Per modo di dire.

Ecco un passo del racconto: - Farina, uova, latte, lievito. Si compone una pinna di pasta tonda come una luna piena; al centro si accumula un po' di tutto: cose, comunque, che debbo studiare con attenzione: non dovrebbero mancare la zuccata, la crema, l'essenza di garofano e di cannella, qualche pezzo di cioccolato e… quant'altro mi ispirerà il Signore… Vedrà che ci riusciremo a fare un dolce sensitivo -.
- l'Abate Giuseppe Meli, medico e docente di chimica all'Università di Palermo, nel Settecento ci racconta che: Delle Vergini poi sono i bei seni. Quanto eccellenti sono, tutti lo sanno. Salute a chi spende i suoi spiccioli A chi non ne mangia ci venga un malanno Io per una sola salirei sulla cuccagna O starei dentro incarcerato per un anno! Benedetta la madre che le vende Benedette le mani che le fanno.[3]
- Giuseppe Tomasi Di Lampedusa ne Il gattopardo cita, all'occasione del ballo dei Ponteleone, tra i tanti dolci presenti sulla tavola, le impudiche paste di Vergine.[4]